# Strix varia
El cárabo norteamericano o cárabo de franjas (Strix varia), también buho café, búho listado, búho barrado, búho barrado norteño y búho serrano ventrirrayado es una especie de ave estrigiforme de la familia Strigidae oriunda de Norteamérica.

## Descripción
Un cárabo norteamericano adulto tiene una altura de entre 40 y 63 cm, una envergadura de 96 a 125 cm y un peso que oscila entre 500 y 1050 g. Las hembras generalmente son más grandes y pesadas que los machos. Tiene una cara pálida con anillos oscuros alrededor de los ojos, el pico amarillo y los ojos marrones, siendo la única lechuza típica del este de los Estados Unidos que los tiene de este color, ya que las demás tienen los ojos amarillos. Las partes superiores son moteadas de color gris-marrón, mientras que las partes inferiores son de color claro con marcas. El pecho tiene barras horizontales oscuras mientras que en el vientre, siendo estas barras de orientación vertical. Las piernas y los pies están cubiertas de plumas hasta las garras. Su cabeza es redonda y carece de mechones en las orejas. Se distingue del búho campestre (Asio flammeus) por ser más pequeño.

## Subespecies
Son reconocidas como válidas las siguientes subespecies:
- Strix varia georgica Latham, 1802 (no reconocida por IOC)
- Strix varia helveola (Bangs, 1899) (no reconocida por IOC)
- Strix varia sartorii (Ridgway, 1874) (reconocida como la especie Strix sartorii por IOC)
- Strix varia varia Barton, 1799

## Distribución y hábitat
Su hábitat son los densos bosques de todo Canadá, el este de Estados Unidos, y el sur de México, aunque en años recientes se ha extendido al noroeste de los Estados Unidos, después de haberse extendido primero hacia el sudoeste. Esta especie es particularmente numerosa en una gran variedad de hábitats boscosos en el sureste de Estados Unidos. Estudios recientes muestran que incluso barrios suburbanos pueden ser el hábitat ideal para Strix varia,[cita requerida] siendo un factor de este éxito suburbano la facilidad con la que se caza roedores en estos entornos. Sin embargo, para la cría y los dormideros, esta especie necesita al menos algunos árboles grandes y puede ser localmente ausentes en algunas zonas urbanas por esta razón. El principal peligro para los búhos en zonas suburbanas es la presencia de autos, pero el aumento de la tasa de natalidad compensa las muertes debido a los impactos con automóviles.

### Relación conStrix occidentalis caurina

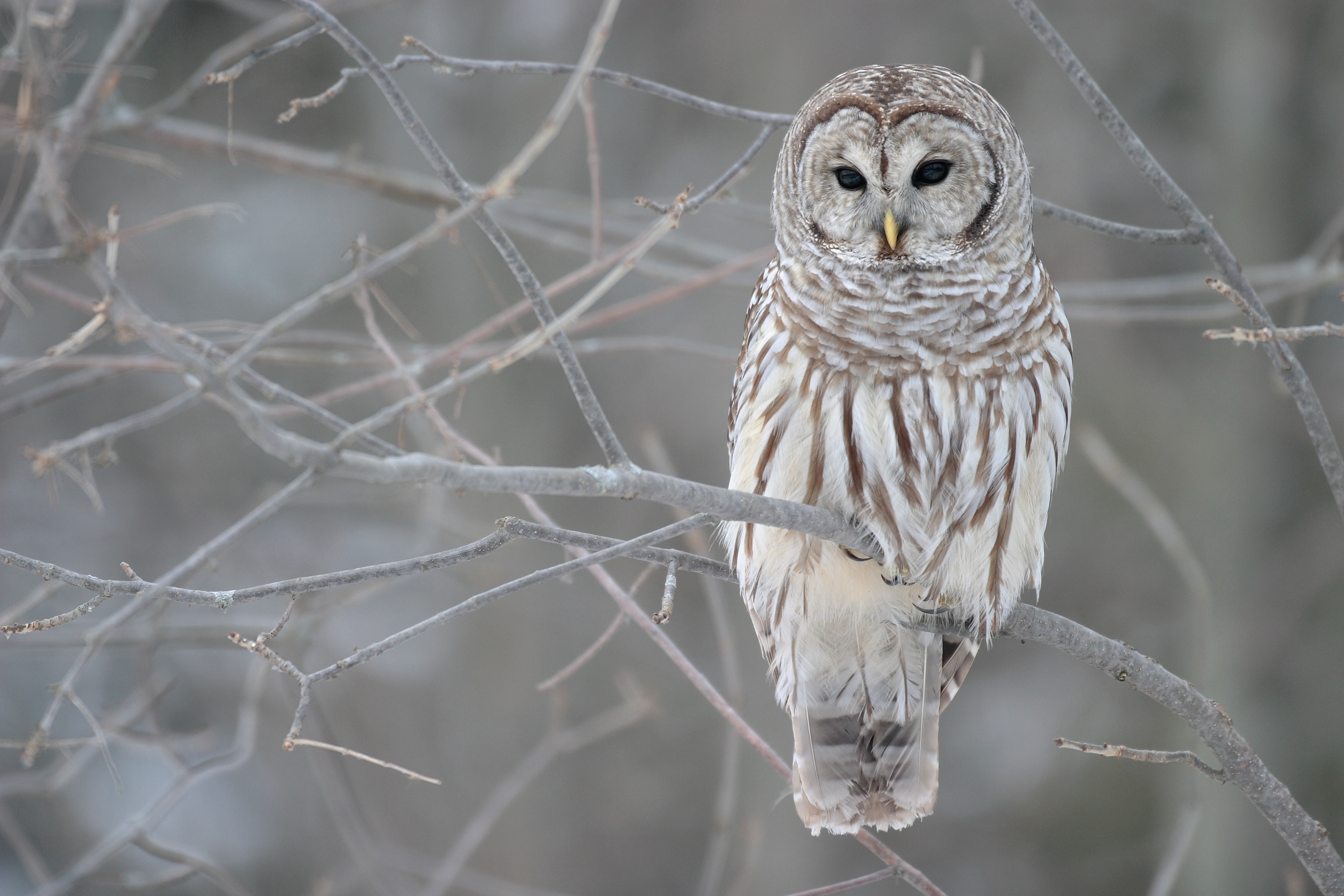
Cárabo norteamericano, en Ontario (Canadá)

El cárabo norteamericano puede ser en parte responsable de la reciente disminución de la población de la lechuza moteada del norte (Strix occidentalis caurina), oriunda del oeste de los Estados Unidos, específicamente de los estados de Columbia Británica, Washington, Oregón y California. Desde la década de 1960, el cárabo norteamericano ha ampliando su área de distribución hacia estos estados, donde probablemente los cambios hechos por el hombre han creado un nuevo hábitat adecuado para esta especie. Generalmente cuando dos especies similares ocupan el mismo nicho ecológico, los nuevos ocupantes son más agresivos y terminan por desplazar a los oriundos, lo que explicaría la disminución de la población de la lechuza moteada. También se han conocido casos de hibridación entre ambas especies.[cita requerida]
El 5 de abril de 2007, funcionarios de la Casa Blanca anunciaron una propuesta de Servicio de Pesca y Vida Silvestre de los Estados Unidos de disparar a cárabos norteamericanos con el objetivo de proteger a la lechuza moteada, aunque esta medida fue duramente criticada por los ecologistas.

## Comportamiento

### Alimentación

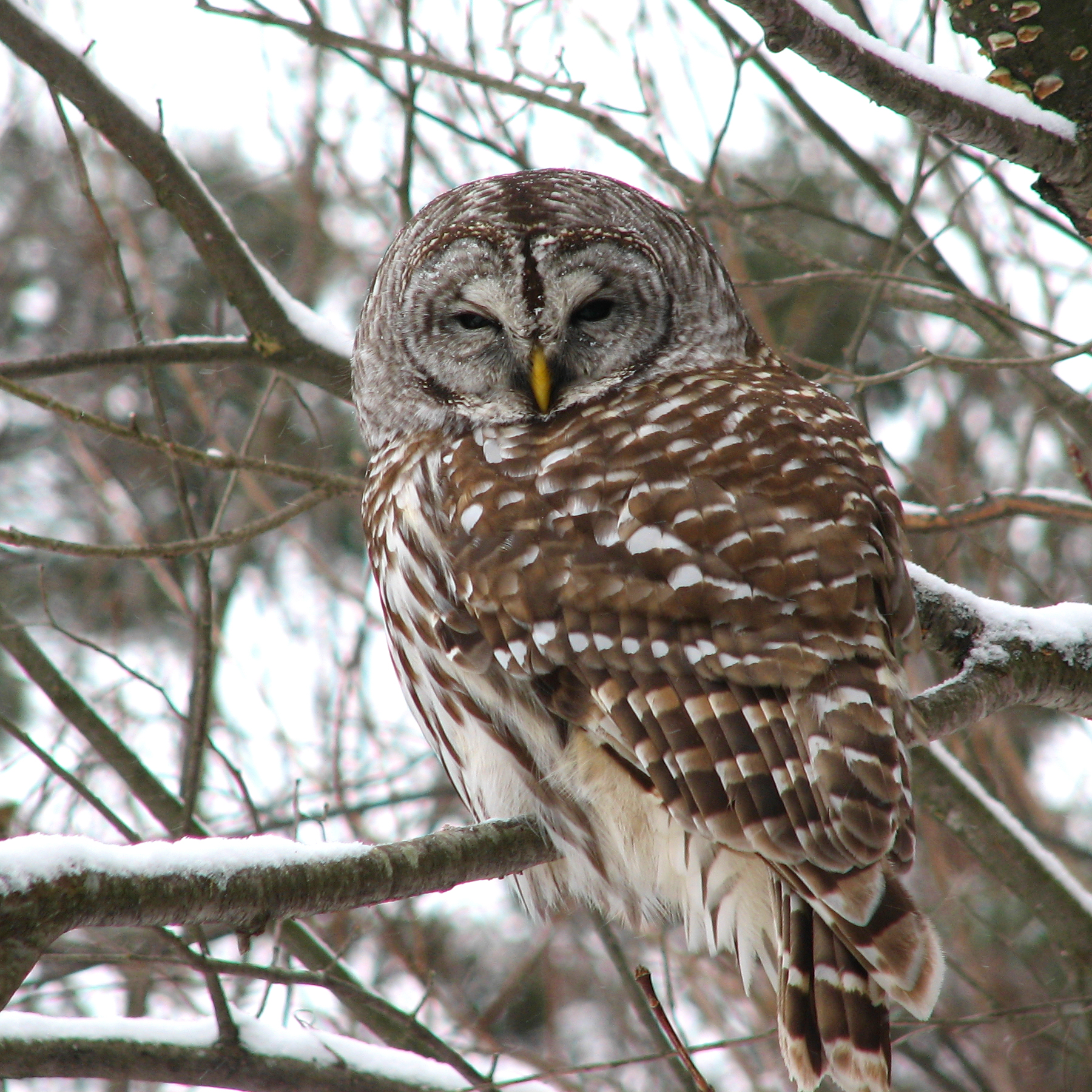
Strix varia en el parque nacional Gatineau, en Quebec (Canadá)

El cárabo norteamericano es un depredador oportunista, lo que le proporciona una dieta variada. Su presa principal es el ratón Microtus pennsylvanicus, seguido de otras especies de ratones, además de musarañas. Su dieta también incluye otros mamíferos de tamaño pequeño, tales como ratas, ardillas, conejos, murciélagos, topos, oposums, visones y comadrejas. En Minesota en 2012, se fotografió un cárabo norteamericano sujetando un gato doméstico crecido, que aunque es alimento de otras especies de búhos y cárabos, hasta entonces no se tenía conocimiento de que también lo fuera de este.
Respecto a otras especies de aves, raramente son tomadas como presa, y comúnmente son picos carpinteros, urogallos, codornices, palomas e incluso patos y pollos domésticos. Siendo incluso menos comunes en su dieta, están incluidos también búhos pequeños. Al momento de cazar aves, se ubican generalmente en refugios nocturnos y atacan por sorpresa, ya que no son lo suficientemente ágiles como para capturar aves en pleno vuelo.
Ocasionalmente se adentra en el agua para capturar peces, tortugas, ranas y cangrejos. Adicionalmente también se alimenta de serpientes, lagartos, salamandras, babosas, escorpiones, escarabajos, grillos, y saltamontes.
Al igual que la mayoría de los Strigiformes (búhos, lechuzas y cárabos), es un ave nocturna aunque ocasionalmente puede ser visto cazando antes del anochecer. Esto sucede generalmente en la temporada que anidación o en días oscuros y nublados.

### Reproducción

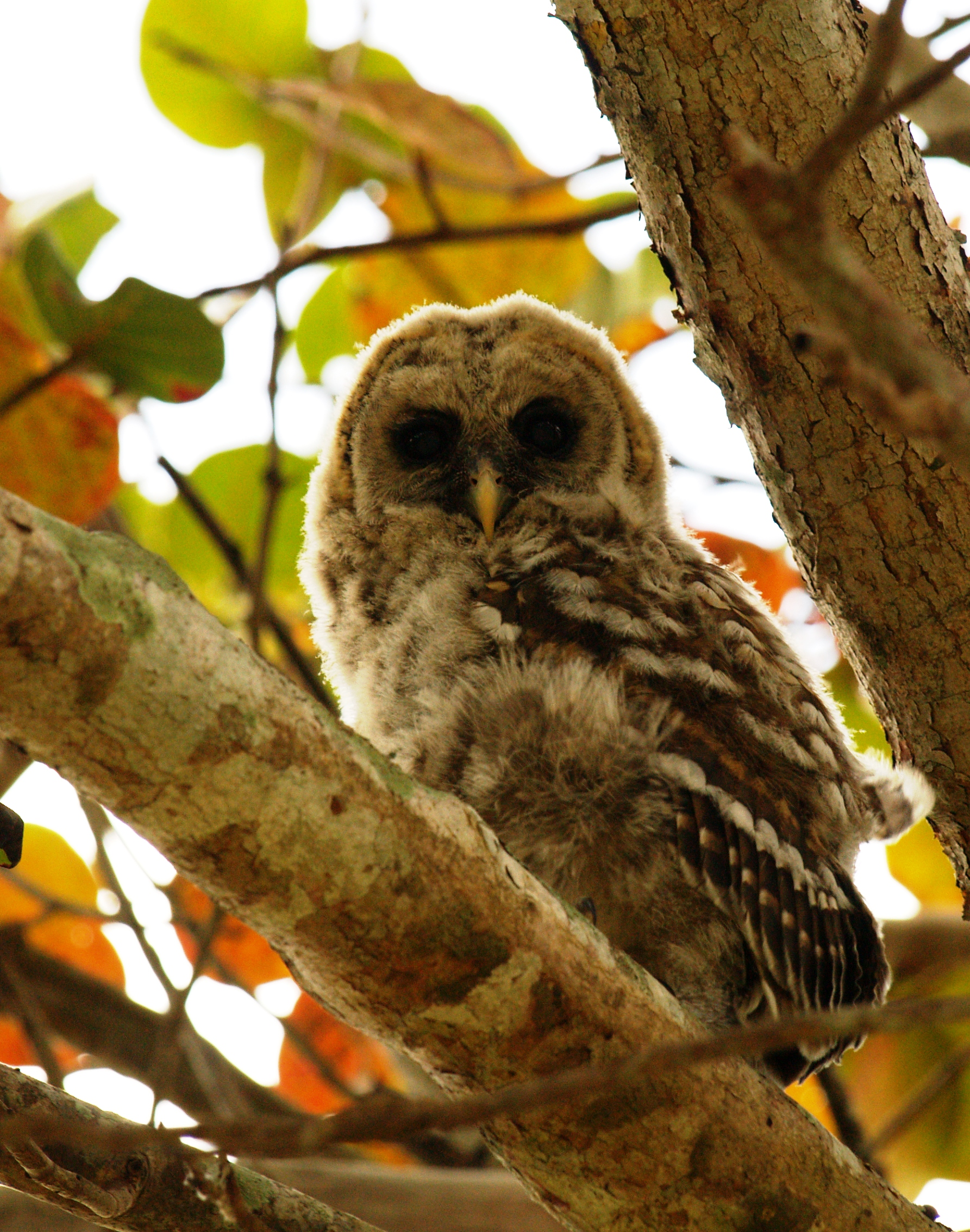
Ejemplar juvenil de cárabo norteamericano.

El nido del cárabo norteamericano es por lo general una cavidad en un árbol, el cual pudo haber sido creado por picamaderos norteamericanos, o ser restos de la anidación de otras aves e incluso de ardillas. En los Estados Unidos, los huevos son puestos a partir de principios de enero en el sur de la Florida y a mediados de abril en el norte de Maine. La puesta se compone de 2 a 4 huevos, los cuales son empollados por la hembra hasta la eclosión, que tiene lugar aproximadamente 4 semanas más tarde. Los polluelos empiezan a emplumar de entre cuatro a cinco semanas después de la eclosión. El cárabo norteamericano llega a vivir 10 años en libertad y 23 en cautiverio.

## Vocalización
La llamada habitual es una serie de ocho gritos acentuados que terminan en oo-aw, siendo un ave bastante ruidosa sin importar la estación del año. Aunque los llamados son más frecuentes de noche, también ocurren de día.

## En el arte
El naturalista y pintor John James Audubon ilustró el cárabo norteamericano en su obra The Birds of America, publicado en Londres entre 1827 y 1838, siendo la lámina 46. En esta lámina se le muestra en una posición amenazante con una ardilla de Carolina (Sciurus carolinensis). La imagen fue grabada y coloreada en los talleres de Robert Havell, en Londres. El dibujo original de Audubon es propiedad actualmente del Museo de Brooklyn.